# Nils Svenwall
Nils Adolf Svenwall, född den 7 oktober 1918 i Borås, död 5 april 2005 på Lidingö, var en svensk scenograf.
Han är begravd på Lidingö kyrkogård.

## Filmografi, scenografi
- 1983 Skuggan av Mart
- 1983 Midvinterduell
- 1981 Inackorderingen
- 1970 Röda rummet
- 1968 Pygmalion
- 1968 Rötter
- 1968 – Markurells i Wadköping (TV-serie)
- 1967 Den nakne mannen och mannen i frack
- 1966 Nattflyg
- 1966 Hemsöborna
- 1965 Gustav Vasa
- 1964 Henrik IV
- 1963 Hittebarnet
- 1963 Skilsmässa
- 1962 Handen på hjärtat
- 1962 Gisslan
- 1962 Krigsmans erinran
- 1962 Välkomstmiddag
- 1961 Kardinalernas middag
- 1961 Gäst hos verkligheten
- 1961 Maria Angelica
- 1961 Mr Ernest
- 1961 Vildanden
- 1961 – Swedenhielms (TV-teater)
- 1960 En Löskekarl
- 1960 Aniara
- 1960 Antigone
- 1960 De lyckliga bröderna
- 1960 Skuggorna
- 1960 Stjärnan
- 1959 Pojken Winslow
- 1959 Åke och hans värld
- 1959 Oväder på Sycamore street
- 1959 Älska
- 1959 Stängda dörrar
- 1959 Lilith
- 1959 Rum för ensam dam
- 1959 Romeo och Julia i Östberlin
- 1958 Hemma klockan sju
- 1954 I rök och dans
- 1952 Flyg-Bom
- 1952 Kvinnors väntan
- 1951 Frånskild
- 1951 Sommarlek
- 1951 Skeppare i blåsväder
- 1951 Tull-Bom
- 1950 Medan staden sover
- 1950 Sånt händer inte här
- 1950 Till glädje
- 1949 Kärleken segrar
- 1949 Bara en mor
- 1949 Törst
- 1949 Kvinna i vitt
- 1949 Farlig vår
- 1948 Eva
- 1948 Flottans kavaljerer
- 1948 Soldat Bom
- 1948 En svensk tiger
- 1948 Hamnstad
- 1948 Nu börjar livet
- 1948 Livet på Forsbyholm
- 1948 Jag är med eder…
- 1947 Kvinna utan ansikte
- 1947 Tösen från Stormyrtorpet
- 1947 Konsten att älska
- 1947 Det kom en gäst
- 1946 Pengar - en tragikomisk saga
- 1945 Resan bort
- 1945 Idel ädel adel
- 1945 Hans Majestät får vänta
- 1945 Två människor
- 1945 Mans kvinna
- 1944 Klockan på Rönneberga
- 1944 Narkos
- 1943 Lille Napoleon
- 1942 Rid i natt!